# زیردریایی کلاس عباس
زیردریایی کلاس عباس (به انگلیسی: Abbas-class submarine) یک کلاس از زیردریایی است.